# World Cup of Darts 2023
De MyDieselClaim World Cup of Darts 2023 was de dertiende editie van de World Cup of Darts. Het toernooi werd gehouden in de Eissporthalle in Frankfurt am Main, Duitsland. Australië was de titelhouder, maar wist de titel niet te verdedigen. De Welshmen Gerwyn Price en Jonny Clayton wonnen deze editie.

## Prijzengeld
Het prijzengeld werd ten opzichte van een jaar eerder verhoogd tot £ 450.000.
| Plaats (aantal teams)       | Plaats (aantal teams) | Prijzengeld (Totaal: £ 450.000) |
| --------------------------- | --------------------- | ------------------------------- |
| Winnaar                     | (1)                   | £ 80.000                        |
| Runner-up                   | (1)                   | £ 50.000                        |
| Halvefinalisten             | (2)                   | £ 30.000                        |
| Kwartfinalisten             | (4)                   | £ 20.000                        |
| Laatste 16                  | (8)                   | £ 9.000                         |
| Tweede plaats in groepsfase | (12)                  | £ 5.000                         |
| Derde plaats in groepsfase  | (12)                  | £ 4.000                         |

## Opzet van het toernooi
In tegenstelling tot vorige jaren, namen vanaf dit jaar 40 in plaats van 32 landen deel aan de World Cup of Darts en werden alle wedstrijden in koppels gespeeld. De vier best gerangschikte landen, gebaseerd op de laagste cumulatieve PDC Order of Merit-ranglijst van de twee deelnemende spelers, werden geplaatst en stroomden in vanaf de tweede ronde. De resterende 36 landen werden ingedeeld in 12 groepen van drie landen. In deze groepsfase speelde elk land eenmaal tegen elk ander land uit zijn eigen groep volgens het round-robin-format. Elke groepswinnaar ging door naar de tweede ronde. Vanaf de tweede ronde werd er gespeeld volgens het knock-outsysteem.
De volgende regels geldden om een ronde verder te komen:
| Ronde        | Best of (legs) | First to (legs) |
| ------------ | -------------- | --------------- |
| Groepsfase   | 7              | 4               |
| Tweede ronde | 15             | 8               |
| Kwartfinale  | 15             | 8               |
| Halve finale | 15             | 8               |
| Finale       | 19             | 10              |

## Deelnemende teams
Aan het toernooi deden 40 landen mee, waarbij elk land werd vertegenwoordigd door twee darters. De top 4-landen van de wereld hadden een geplaatste status in het toernooi en stroomden in vanaf de tweede ronde. De overige 36 landen waren ongeplaatst en speelden eerst nog in een groepsfase. De landen en spelers in de volgende tabel werden vertegenwoordigd in het toernooi. Na de loting voor de eerste ronde trok Michael van Gerwen zich terug en werd hij vervangen door Dirk van Duijvenbode. Hierdoor sprong Wales over Nederland als geplaatst land voor de tweede ronde. Dit had geen impact op de reeds geplande wedstrijden aangezien deze nog niet geloot waren.
Deelnemende landen
| Land              | Spelers                                  |
| ----------------- | ---------------------------------------- |
| Engeland (1)      | Michael Smith & Rob Cross                |
| Wales (2)         | Gerwyn Price & Jonny Clayton             |
| Nederland (3)     | Danny Noppert & Dirk van Duijvenbode     |
| Schotland (4)     | Peter Wright & Gary Anderson             |
| België (5)        | Dimitri Van den Bergh & Kim Huybrechts   |
| Duitsland (6)     | Gabriel Clemens & Martin Schindler       |
| Australië (7)     | Damon Heta & Simon Whitlock              |
| Noord-Ierland (8) | Brendan Dolan & Daryl Gurney             |
| Ierland (9)       | William O'Connor & Keane Barry           |
| Oostenrijk (10)   | Mensur Suljović & Rowby-John Rodriguez   |
| Polen (11)        | Krzysztof Ratajski & Krzysztof Kciuk     |
| Canada (12)       | Matt Campbell & Jeff Smith               |
| Tsjechië (13)     | Adam Gawlas & Karel Sedláček             |
| Spanje (14)       | José Justicia & Tony Martinez            |
| Letland (15)      | Madars Razma & Dmitrijs Žukovs           |
| Zwitserland (16)  | Stefan Bellmont & Marcel Walpen          |
| Bahrein           | Basem Mahmood & Abdulnasser Yusuf        |
| China             | Zong Xiao Chen & Lihao Wen               |
| Denemarken        | Vladimir Andersen & Benjamin Drue Reus   |
| Filipijnen        | Christian Perez & Lourence Ilagan        |
| Finland           | Marko Kantele & Paavo Myller             |
| Frankrijk         | Thibault Tricole & Jacques Labre         |
| Gibraltar         | Craig Galliano & Justin Hewitt           |
| Guyana            | Sudesh Fitzgerald & Norman Madhoo        |
| Hongarije         | Patrik Kovács & Levente Sárai            |
| Hongkong          | Man Lok Leung & Lee Lok Yin              |
| IJsland           | Vitor Charrua & Hallgrímur Egilsson      |
| India             | Prakash Jiwa & Amit Gilitwala            |
| Italië            | Massimo Dante & Michele Turetta          |
| Japan             | Jun Matsuda & Tomoya Goto                |
| Kroatië           | Boris Krčmar & Romeo Grbavac             |
| Litouwen          | Darius Labanauskas & Mindaugas Barauskas |
| Nieuw-Zeeland     | Ben Robb & Warren Parry                  |
| Oekraïne          | Vladyslav Omeltsjenko & Ilya Pekaruk     |
| Portugal          | José de Sousa & Luis Ameixa              |
| Singapore         | Paul Lim & Harith Lim                    |
| Thailand          | Attapol Eupakaree & Yong Gaweenuntawong  |
| Verenigde Staten  | Jules van Dongen & Leonard Gates         |
| Zuid-Afrika       | Devon Petersen & Vernon Bouwers          |
| Zweden            | Dennis Nilsson & Oskar Lukasiak          |

## Speelschema

### Groepsfase

#### Groep A
| Datum   | Land    | Gem.    | Score | Gem.    | Land    |
| ------- | ------- | ------- | ----- | ------- | ------- |
| 15 jun. | België  | (91.09) | 4 – 0 | (74.00) | Finland |
| 16 jun. | Finland | (79.11) | 4 – 0 | (77.76) | China   |
| 16 jun. | België  | (94.37) | 4 – 3 | (80.94) | China   |

| Pos. | Land    | Wedstrijden | Wedstrijden | Wedstrijden | Legs | Legs | Legs  | Punten |
| ---- | ------- | ----------- | ----------- | ----------- | ---- | ---- | ----- | ------ |
| Pos. | Land    | G           | W           | V           | LV   | LT   | Saldo | Punten |
| 1    | België  | 2           | 2           | 0           | 8    | 3    | +5    | 4      |
| 2    | Finland | 2           | 1           | 1           | 4    | 4    | 0     | 2      |
| 3    | China   | 2           | 0           | 2           | 3    | 8    | -5    | 0      |

#### Groep B
| Datum   | Land      | Gem.    | Score | Gem.    | Land     |
| ------- | --------- | ------- | ----- | ------- | -------- |
| 15 jun. | Duitsland | (93.94) | 4 – 0 | (80.85) | Hongkong |
| 16 jun. | Hongkong  | (82.32) | 3 – 4 | (77.75) | Japan    |
| 16 jun. | Duitsland | (84.68) | 4 – 0 | (70.61) | Japan    |

| Pos. | Land      | Wedstrijden | Wedstrijden | Wedstrijden | Legs | Legs | Legs  | Punten |
| ---- | --------- | ----------- | ----------- | ----------- | ---- | ---- | ----- | ------ |
| Pos. | Land      | G           | W           | V           | LV   | LT   | Saldo | Punten |
| 1    | Duitsland | 2           | 2           | 0           | 8    | 0    | +8    | 4      |
| 2    | Japan     | 2           | 1           | 1           | 4    | 7    | -3    | 2      |
| 3    | Hongkong  | 2           | 0           | 2           | 3    | 8    | -5    | 0      |

#### Groep C
| Datum   | Land      | Gem.    | Score | Gem.    | Land      |
| ------- | --------- | ------- | ----- | ------- | --------- |
| 15 jun. | Australië | (81.24) | 4 – 0 | (69.46) | Guyana    |
| 16 jun. | Guyana    | (62.86) | 1 – 4 | (74.29) | Gibraltar |
| 16 jun. | Australië | (88.41) | 4 – 0 | (75.36) | Gibraltar |

| Pos. | Land      | Wedstrijden | Wedstrijden | Wedstrijden | Legs | Legs | Legs  | Punten |
| ---- | --------- | ----------- | ----------- | ----------- | ---- | ---- | ----- | ------ |
| Pos. | Land      | G           | W           | V           | LV   | LT   | Saldo | Punten |
| 1    | Australië | 2           | 2           | 0           | 8    | 0    | +8    | 4      |
| 2    | Gibraltar | 2           | 1           | 1           | 4    | 5    | -1    | 2      |
| 3    | Guyana    | 2           | 0           | 2           | 1    | 8    | -7    | 0      |

#### Groep D
| Datum   | Land          | Gem.    | Score | Gem.    | Land      |
| ------- | ------------- | ------- | ----- | ------- | --------- |
| 15 jun. | Noord-Ierland | (81.83) | 1 – 4 | (83.09) | Frankrijk |
| 16 jun. | Noord-Ierland | (96.97) | 4 – 0 | (60.75) | Oekraïne  |
| 16 jun. | Frankrijk     | (81.24) | 4 – 0 | (73.60) | Oekraïne  |

| Pos. | Land          | Wedstrijden | Wedstrijden | Wedstrijden | Legs | Legs | Legs  | Punten |
| ---- | ------------- | ----------- | ----------- | ----------- | ---- | ---- | ----- | ------ |
| Pos. | Land          | G           | W           | V           | LV   | LT   | Saldo | Punten |
| 1    | Frankrijk     | 2           | 2           | 0           | 8    | 1    | +7    | 4      |
| 2    | Noord-Ierland | 2           | 1           | 1           | 5    | 4    | +1    | 2      |
| 3    | Oekraïne      | 2           | 0           | 2           | 0    | 8    | -8    | 0      |

#### Groep E
| Datum   | Land     | Gem.    | Score | Gem.    | Land     |
| ------- | -------- | ------- | ----- | ------- | -------- |
| 15 jun. | Ierland  | (84.31) | 4 – 1 | (76.17) | Thailand |
| 16 jun. | Thailand | (71.66) | 3 – 4 | (77.57) | Kroatië  |
| 16 jun. | Ierland  | (81.97) | 1 – 4 | (85.13) | Kroatië  |

| Pos. | Land     | Wedstrijden | Wedstrijden | Wedstrijden | Legs | Legs | Legs  | Punten |
| ---- | -------- | ----------- | ----------- | ----------- | ---- | ---- | ----- | ------ |
| Pos. | Land     | G           | W           | V           | LV   | LT   | Saldo | Punten |
| 1    | Kroatië  | 2           | 2           | 0           | 8    | 4    | +4    | 4      |
| 2    | Ierland  | 2           | 1           | 1           | 5    | 5    | 0     | 2      |
| 3    | Thailand | 2           | 0           | 2           | 4    | 8    | -4    | 0      |

#### Groep F
| Datum   | Land       | Gem.    | Score | Gem.    | Land             |
| ------- | ---------- | ------- | ----- | ------- | ---------------- |
| 15 jun. | Oostenrijk | (91.74) | 2 – 4 | (90.94) | Denemarken       |
| 16 jun. | Oostenrijk | (88.40) | 4 – 2 | (80.91) | Verenigde Staten |
| 16 jun. | Denemarken | (81.77) | 3 – 4 | (85.89) | Verenigde Staten |

| Pos. | Land             | Wedstrijden | Wedstrijden | Wedstrijden | Legs | Legs | Legs  | Punten |
| ---- | ---------------- | ----------- | ----------- | ----------- | ---- | ---- | ----- | ------ |
| Pos. | Land             | G           | W           | V           | LV   | LT   | Saldo | Punten |
| 1    | Denemarken       | 2           | 1           | 1           | 7    | 6    | +1    | 2      |
| 2    | Oostenrijk       | 2           | 1           | 1           | 6    | 6    | 0     | 2      |
| 3    | Verenigde Staten | 2           | 1           | 1           | 6    | 7    | -1    | 2      |

#### Groep G
| Datum   | Land     | Gem.     | Score | Gem.    | Land     |
| ------- | -------- | -------- | ----- | ------- | -------- |
| 15 jun. | Polen    | (80.37)  | 4 – 3 | (81.20) | Portugal |
| 16 jun. | Portugal | (79.70)  | 1 – 4 | (88.04) | Litouwen |
| 16 jun. | Polen    | (118.10) | 4 – 1 | (86.75) | Litouwen |

| Pos. | Land     | Wedstrijden | Wedstrijden | Wedstrijden | Legs | Legs | Legs  | Punten |
| ---- | -------- | ----------- | ----------- | ----------- | ---- | ---- | ----- | ------ |
| Pos. | Land     | G           | W           | V           | LV   | LT   | Saldo | Punten |
| 1    | Polen    | 2           | 2           | 0           | 8    | 4    | +4    | 4      |
| 2    | Litouwen | 2           | 1           | 1           | 5    | 5    | 0     | 2      |
| 3    | Portugal | 2           | 0           | 2           | 4    | 8    | -4    | 0      |

#### Groep H
| Datum   | Land   | Gem.    | Score | Gem.    | Land      |
| ------- | ------ | ------- | ----- | ------- | --------- |
| 15 jun. | Canada | (81.94) | 4 – 2 | (72.42) | India     |
| 16 jun. | India  | (71.80) | 0 – 4 | (76.10) | Hongarije |
| 16 jun. | Canada | (89.82) | 4 – 1 | (87.76) | Hongarije |

| Pos. | Land      | Wedstrijden | Wedstrijden | Wedstrijden | Legs | Legs | Legs  | Punten |
| ---- | --------- | ----------- | ----------- | ----------- | ---- | ---- | ----- | ------ |
| Pos. | Land      | G           | W           | V           | LV   | LT   | Saldo | Punten |
| 1    | Canada    | 2           | 2           | 0           | 8    | 3    | +5    | 4      |
| 2    | Hongarije | 2           | 1           | 1           | 5    | 4    | +1    | 2      |
| 3    | India     | 2           | 0           | 2           | 2    | 8    | -6    | 0      |

#### Groep I
| Datum   | Land      | Gem.    | Score | Gem.    | Land       |
| ------- | --------- | ------- | ----- | ------- | ---------- |
| 15 jun. | Tsjechië  | (88.65) | 4 – 2 | (85.16) | Singapore  |
| 16 jun. | Singapore | (78.38) | 1 – 4 | (82.70) | Filipijnen |
| 16 jun. | Tsjechië  | (75.00) | 1 – 4 | (86.03) | Filipijnen |

| Pos. | Land       | Wedstrijden | Wedstrijden | Wedstrijden | Legs | Legs | Legs  | Punten |
| ---- | ---------- | ----------- | ----------- | ----------- | ---- | ---- | ----- | ------ |
| Pos. | Land       | G           | W           | V           | LV   | LT   | Saldo | Punten |
| 1    | Filipijnen | 2           | 2           | 0           | 8    | 2    | +6    | 4      |
| 2    | Tsjechië   | 2           | 1           | 1           | 5    | 6    | -1    | 2      |
| 3    | Singapore  | 2           | 0           | 2           | 3    | 8    | -5    | 0      |

#### Groep J
| Datum   | Land        | Gem.    | Score | Gem.    | Land        |
| ------- | ----------- | ------- | ----- | ------- | ----------- |
| 15 jun. | Spanje      | (82.69) | 2 – 4 | (84.69) | Zuid-Afrika |
| 16 jun. | Spanje      | (78.05) | 4 – 2 | (69.56) | IJsland     |
| 16 jun. | Zuid-Afrika | (89.16) | 4 – 2 | (66.64) | IJsland     |

| Pos. | Land        | Wedstrijden | Wedstrijden | Wedstrijden | Legs | Legs | Legs  | Punten |
| ---- | ----------- | ----------- | ----------- | ----------- | ---- | ---- | ----- | ------ |
| Pos. | Land        | G           | W           | V           | LV   | LT   | Saldo | Punten |
| 1    | Zuid-Afrika | 2           | 2           | 0           | 8    | 4    | +4    | 4      |
| 2    | Spanje      | 2           | 1           | 1           | 6    | 6    | 0     | 2      |
| 3    | IJsland     | 2           | 0           | 2           | 4    | 8    | -4    | 0      |

#### Groep K
| Datum   | Land          | Gem.    | Score | Gem.    | Land          |
| ------- | ------------- | ------- | ----- | ------- | ------------- |
| 15 jun. | Letland       | (87.82) | 4 – 2 | (83.13) | Nieuw-Zeeland |
| 16 jun. | Nieuw-Zeeland | (83.90) | 4 – 1 | (63.10) | Bahrein       |
| 16 jun. | Letland       | (96.00) | 4 – 2 | (71.73) | Bahrein       |

| Pos. | Land          | Wedstrijden | Wedstrijden | Wedstrijden | Legs | Legs | Legs  | Punten |
| ---- | ------------- | ----------- | ----------- | ----------- | ---- | ---- | ----- | ------ |
| Pos. | Land          | G           | W           | V           | LV   | LT   | Saldo | Punten |
| 1    | Letland       | 2           | 2           | 0           | 8    | 4    | +4    | 4      |
| 2    | Nieuw-Zeeland | 2           | 1           | 1           | 6    | 5    | +1    | 2      |
| 3    | Bahrein       | 2           | 0           | 2           | 3    | 8    | -5    | 0      |

#### Groep L
| Datum   | Land        | Gem.    | Score | Gem.    | Land   |
| ------- | ----------- | ------- | ----- | ------- | ------ |
| 15 jun. | Zwitserland | (76.66) | 3 – 4 | (78.53) | Italië |
| 16 jun. | Zwitserland | (82.79) | 1 – 4 | (79.92) | Zweden |
| 16 jun. | Italië      | (78.22) | 3 – 4 | (88.02) | Zweden |

| Pos. | Land        | Wedstrijden | Wedstrijden | Wedstrijden | Legs | Legs | Legs  | Punten |
| ---- | ----------- | ----------- | ----------- | ----------- | ---- | ---- | ----- | ------ |
| Pos. | Land        | G           | W           | V           | LV   | LT   | Saldo | Punten |
| 1    | Zweden      | 2           | 2           | 0           | 8    | 4    | +4    | 4      |
| 2    | Italië      | 2           | 1           | 1           | 7    | 7    | 0     | 2      |
| 3    | Zwitserland | 2           | 0           | 2           | 4    | 8    | -4    | 0      |

### Knock-outfase
|  | Tweede ronde beste van 15 legs 17 juni | Tweede ronde beste van 15 legs 17 juni | Tweede ronde beste van 15 legs 17 juni |    |                   | Kwartfinales beste van 15 legs 18 juni | Kwartfinales beste van 15 legs 18 juni | Kwartfinales beste van 15 legs 18 juni |   |                   | Halve finales beste van 15 legs 18 juni | Halve finales beste van 15 legs 18 juni | Halve finales beste van 15 legs 18 juni |   |  | Finale beste van 19 legs 18 juni | Finale beste van 19 legs 18 juni | Finale beste van 19 legs 18 juni |
|  |                                        |                                        |                                        |    |                   |                                        |                                        |                                        |   |                   |                                         |                                         |                                         |   |  |                                  |                                  |                                  |
|  | 1                                      | Engeland (93.50)                       | 8                                      |    |                   |                                        |                                        |                                        |   |                   |                                         |                                         |                                         |   |  |                                  |                                  |                                  |
|  | 15                                     | Letland (83.98)                        | 4                                      |    |                   |                                        |                                        |                                        |   |                   |                                         |                                         |                                         |   |  |                                  |                                  |                                  |
|  | 15                                     | Letland (83.98)                        | 4                                      |    | 1                 | Engeland (94.07)                       | 3                                      |                                        |   |                   |                                         |                                         |                                         |   |  |                                  |                                  |                                  |
|  |                                        |                                        |                                        |    | 1                 | Engeland (94.07)                       | 3                                      |                                        |   |                   |                                         |                                         |                                         |   |  |                                  |                                  |                                  |
|  |                                        | 6                                      | Duitsland (92.67)                      | 8  |                   |                                        |                                        |                                        |   |                   |                                         |                                         |                                         |   |  |                                  |                                  |                                  |
|  | 11                                     | 6                                      | Duitsland (92.67)                      | 8  | Polen (89.67)     | 6                                      |                                        |                                        |   |                   |                                         |                                         |                                         |   |  |                                  |                                  |                                  |
|  | 11                                     |                                        |                                        |    |                   | 6                                      |                                        |                                        |   |                   |                                         |                                         |                                         |   |  |                                  |                                  |                                  |
|  | 6                                      | Duitsland (87.31)                      | 8                                      |    |                   |                                        |                                        |                                        |   |                   |                                         |                                         |                                         |   |  |                                  |                                  |                                  |
|  | 6                                      | Duitsland (87.31)                      | 8                                      |    |                   |                                        |                                        |                                        | 6 | Duitsland (84.45) | 5                                       |                                         |                                         |   |  |                                  |                                  |                                  |
|  |                                        |                                        |                                        |    |                   |                                        |                                        |                                        | 6 | Duitsland (84.45) | 5                                       |                                         |                                         |   |  |                                  |                                  |                                  |
|  |                                        | 4                                      | Schotland (86.27)                      | 8  |                   |                                        |                                        |                                        |   |                   |                                         |                                         |                                         |   |  |                                  |                                  |                                  |
|  | 4                                      | 4                                      | Schotland (86.27)                      | 8  | Schotland (89.01) | 8                                      |                                        |                                        |   |                   |                                         |                                         |                                         |   |  |                                  |                                  |                                  |
|  | 4                                      |                                        |                                        |    |                   | 8                                      |                                        |                                        |   |                   |                                         |                                         |                                         |   |  |                                  |                                  |                                  |
|  |                                        | Filipijnen (87.91)                     | 5                                      |    |                   |                                        |                                        |                                        |   |                   |                                         |                                         |                                         |   |  |                                  |                                  |                                  |
|  |                                        | Filipijnen (87.91)                     | 5                                      | 4  | Schotland (89.07) | 8                                      |                                        |                                        |   |                   |                                         |                                         |                                         |   |  |                                  |                                  |                                  |
|  |                                        |                                        |                                        | 4  | Schotland (89.07) | 8                                      |                                        |                                        |   |                   |                                         |                                         |                                         |   |  |                                  |                                  |                                  |
|  |                                        |                                        | Frankrijk (80.59)                      | 0  |                   |                                        |                                        |                                        |   |                   |                                         |                                         |                                         |   |  |                                  |                                  |                                  |
|  |                                        | Frankrijk (83.43)                      | Frankrijk (80.59)                      | 0  | 8                 |                                        |                                        |                                        |   |                   |                                         |                                         |                                         |   |  |                                  |                                  |                                  |
|  |                                        |                                        |                                        |    | 8                 |                                        |                                        |                                        |   |                   |                                         |                                         |                                         |   |  |                                  |                                  |                                  |
|  |                                        | Zuid-Afrika (75.99)                    | 4                                      |    |                   |                                        |                                        |                                        |   |                   |                                         |                                         |                                         |   |  |                                  |                                  |                                  |
|  |                                        |                                        |                                        |    |                   |                                        |                                        |                                        |   |                   |                                         | 4                                       | Schotland (90.08)                       | 2 |  |                                  |                                  |                                  |
|  |                                        |                                        |                                        |    |                   |                                        |                                        |                                        |   |                   |                                         |                                         |                                         | 2 |  |                                  |                                  |                                  |
|  |                                        | 2                                      | Wales (96.18)                          | 10 |                   |                                        |                                        |                                        |   |                   |                                         |                                         |                                         |   |  |                                  |                                  |                                  |
|  | 2                                      | 2                                      | Wales (96.18)                          | 10 | Wales (99.97)     | 8                                      |                                        |                                        |   |                   |                                         |                                         |                                         |   |  |                                  |                                  |                                  |
|  | 2                                      |                                        |                                        |    | Wales (99.97)     | 8                                      |                                        |                                        |   |                   |                                         |                                         |                                         |   |  |                                  |                                  |                                  |
|  |                                        | Denemarken (82.27)                     | 2                                      |    |                   |                                        |                                        |                                        |   |                   |                                         |                                         |                                         |   |  |                                  |                                  |                                  |
|  |                                        | Denemarken (82.27)                     | 2                                      | 2  | Wales (92.34)     | 8                                      |                                        |                                        |   |                   |                                         |                                         |                                         |   |  |                                  |                                  |                                  |
|  |                                        |                                        |                                        | 2  | Wales (92.34)     | 8                                      |                                        |                                        |   |                   |                                         |                                         |                                         |   |  |                                  |                                  |                                  |
|  |                                        |                                        | Zweden (82.78)                         | 5  |                   |                                        |                                        |                                        |   |                   |                                         |                                         |                                         |   |  |                                  |                                  |                                  |
|  |                                        | Zweden (91.44)                         | Zweden (82.78)                         | 5  | 8                 |                                        |                                        |                                        |   |                   |                                         |                                         |                                         |   |  |                                  |                                  |                                  |
|  |                                        |                                        |                                        |    | 8                 |                                        |                                        |                                        |   |                   |                                         |                                         |                                         |   |  |                                  |                                  |                                  |
|  | 12                                     | Canada (87.66)                         | 5                                      |    |                   |                                        |                                        |                                        |   |                   |                                         |                                         |                                         |   |  |                                  |                                  |                                  |
|  | 12                                     | Canada (87.66)                         | 5                                      |    |                   |                                        |                                        |                                        | 2 | Wales (95.85)     | 8                                       |                                         |                                         |   |  |                                  |                                  |                                  |
|  |                                        |                                        |                                        |    |                   |                                        |                                        |                                        | 2 | Wales (95.85)     | 8                                       |                                         |                                         |   |  |                                  |                                  |                                  |
|  |                                        | 5                                      | België (92.25)                         | 7  |                   |                                        |                                        |                                        |   |                   |                                         |                                         |                                         |   |  |                                  |                                  |                                  |
|  | 3                                      | 5                                      | België (92.25)                         | 7  | Nederland (93.20) | 7                                      |                                        |                                        |   |                   |                                         |                                         |                                         |   |  |                                  |                                  |                                  |
|  | 3                                      |                                        |                                        |    | Nederland (93.20) | 7                                      |                                        |                                        |   |                   |                                         |                                         |                                         |   |  |                                  |                                  |                                  |
|  | 5                                      | België (92.13)                         | 8                                      |    |                   |                                        |                                        |                                        |   |                   |                                         |                                         |                                         |   |  |                                  |                                  |                                  |
|  | 5                                      | België (92.13)                         | 8                                      |    | 5                 | België (92.52)                         | 8                                      |                                        |   |                   |                                         |                                         |                                         |   |  |                                  |                                  |                                  |
|  |                                        |                                        |                                        |    | 5                 | België (92.52)                         | 8                                      |                                        |   |                   |                                         |                                         |                                         |   |  |                                  |                                  |                                  |
|  |                                        | 7                                      | Australië (95.12)                      | 7  |                   |                                        |                                        |                                        |   |                   |                                         |                                         |                                         |   |  |                                  |                                  |                                  |
|  | 7                                      | 7                                      | Australië (95.12)                      | 7  | Australië (89.60) | 8                                      |                                        |                                        |   |                   |                                         |                                         |                                         |   |  |                                  |                                  |                                  |
|  | 7                                      |                                        |                                        |    | Australië (89.60) | 8                                      |                                        |                                        |   |                   |                                         |                                         |                                         |   |  |                                  |                                  |                                  |
|  |                                        | Kroatië (85.65)                        | 6                                      |    |                   |                                        |                                        |                                        |   |                   |                                         |                                         |                                         |   |  |                                  |                                  |                                  |

## Kampioen
|                 |
| Vlag van Wales  |
| WALES 2de titel |

## Bijzonderheden
- De Polen Krzysztof Ratajski en Krzysztof Kciuk lieten tijdens hun tweede groepswedstrijd die ze speelden tegen de Litouwers Darius Labanauskas en Mindaugas Barauskas een gezamenlijk gemiddelde van 118,10 noteren, waarmee zij het record van het hoogste gezamenlijke gemiddelde op de World Cup of Darts verbraken. Het oude record stond op naam van Michael van Gerwen en Raymond van Barneveld, die in 2014 tezamen 117,88 gemiddeld gooiden.[4]
- Bahrein, Guyana, IJsland en Oekraïne waren voor het eerst vertegenwoordigd op de World Cup of Darts.[5]

2010 · 
2012 · 
2013 · 
2014 · 
2015 · 
2016 · 
2017 ·
2018 ·
2019 ·
2020 ·
2021 ·
2022 ·
2023 ·
2024 ·
2025